# Centella montana
Centella montana är en flockblommig växtart som beskrevs av Karel Domin. Centella montana ingår i släktet centellor, och familjen flockblommiga växter. Inga underarter finns listade i Catalogue of Life.